# جوردي كايسيدو
جوردي كايسيدو هو لاعب كرة قدم إكوادوري في مركز الهجوم، ولد في 18 نوفمبر 1997 في ماتشالا في الإكوادور. لعب مع Deportivo Azogues ‏.

## وصلات خارجية
- جوردي كايسيدو على موقع الاتحاد الدولي (مؤرشف)  (الإنجليزية)
- جوردي كايسيدو على موقع اتحاد تركيا (لاعب) (الإنجليزية)
- جوردي كايسيدو على موقع قاعدة بيانات كرة القدم.إي يو (الإنجليزية)
- جوردي كايسيدو على موقع ناشيونال فوتبول تيمز (الإنجليزية)
- جوردي كايسيدو على موقع Soccerway.com (الإنجليزية)
- جوردي كايسيدو على موقع عالم كرة القدم.نت (الإنجليزية)
- جوردي كايسيدو على موقع AS.com (الإسبانية)